# Jewish Renewal
Jewish Renewal (hebräisch התחדשות יהודית) ist eine Richtung im heutigen Judentum, die versucht, kulturelle und religiöse Strömungen der Modernität mit traditionellen Elementen aus Kabbalah, Chassidismus und Meditation zu verbinden. Sie versteht sich selbst nicht als eigenständige jüdische Denomination wie z. B. das Liberale Judentum oder Orthodoxe Judentum und verfügt auch nicht über eine formale Organisationsstruktur, auch wenn es mit der Organisation ALEPH-Alliance for Jewish Renewal einen Weltverband jüdischer Gemeinden und Institutionen gibt, die sich dem Gedanken von Jewish Renewal verbunden fühlen.
Die Begrifflichkeit des Jewish Renewal ist innerhalb des Judentums in den USA in den 1960er und 1970er Jahren entstanden. Als prominentester Vertreter gilt der im Zweiten Weltkrieg in die USA emigrierte Rabbiner Zalman Schachter-Shalomi, ein weiterer bedeutender Vertreter ist Arthur Waskow.
In Deutschland wird Jewish Renewal unter anderem durch die Kantorin Jalda Rebling vertreten. Zudem existieren Jewish Renewal-Gruppen in Berlin (Ohel hachidusch) und München (Beth Avraham).